# Хеката
Хеката (лат. Hecate), богиња античке грчке религије. Најчешће је приказана са бакљама, или како држи бакље, кључеве и змије.
Хеката је богиња магије, вештичарства и ноћи. Симболи повезани са њом су: млад месец, раскршћа, пси, пролази и врата, подземље, светлост (Хеката води душе умрлих кроз подземље), духови и кућни праг. Хеката се у старој Грчкој поштовала као богиња која помаже изгубљеним путницима, маргиналним групама и напуштенима, женама у току порођаја, деци, као богиња магије, океана и подземља, она која људе учи о лековитом и отровном биљу.
Хеката има многе епитете као ретко које божанство из тог периода. Ово пре свега говори о томе колико је била поштована и какве су јој моћи приписиване.
Она је једина кћерка Титана Перса и Титанке Астерије.
Хеката је у почетку представљана са једним телом. Најранији извор је мала статуа из 6. века, на којој она нема никакве симболе који су повезани са њом. Касније она добија свој нови облик у коме има три тијела и три главе - лављу, псећу и кобиљу. У ноћима без мјесечине лута по путевима и може се призвати на раскршћима.
Верује се да је Хеката помогла Зевсу да ослободи Деметрину (Деметра је једна од Зевсових љубавница) ћерку Персефону из Хадовог заробљеништва.
Сам Зевс толико поштује Хекату да јој никада није оспорио нека ранија права - могла је да дарива смртнике и да од њих узима шта је жељела.
Нимфе пратиље Хекате зову се Лампаде.
По неким причама, Хеката је у ствари била Ифигенија кћерка Агамемнона и Клитемнестре, која је уместо да буде жртвована богињи Артемиди постала богиња, а уместо ње је жртвован јелен. Мада се сматра да то ипак није истина, јер нема конкретних разлога да она, смртница постане богиња и то изузетно поштована.

## Епитети
Постоји бар стотину епитета везаних за Хекату.
Apotropaia (Ἀποτρόπαιά, она која одбија лоше/штити)
Chthonia (Χθωνία, од земље/подземља)
Enodia (Ἐννοδία, од пута)
Klêidouchos (Κλειδοῦχος, која држи кључеве)
Kourotrophos (Κουροτρόφος, заштитница деце)
Krokopeplos (Κροκόπεπλος, обучена у одоре боје шафрана)
Phosphoros, Lampadephoros (Φωσφόρος, Λαμπαδηφόρος, она која доноси светлост - еквивалент: луцифера)
Propolos (Πρόπολος, она која води/компањон)
Propulaia/Propylaia (Προπύλαια, она пред капијама)
Soteria (Σωτηρία, спаситељица)
Trimorphe (Τρίμορφε, трострука/са 3 лица)
Triodia/Trioditis (Τριοδία, Τριοδίτης, она која походи раскршћа)
Многи се користе и данас у модерном вештичарству.